# Chốt đơn!
Chốt đơn! (tiếng Anh: Deal!) là một bộ phim điện ảnh Việt Nam ra mắt năm 2025 thuộc thể loại hài – chính kịch do Bảo Nhân và Namcito đạo diễn. Tác phẩm do HKFilm, Galaxy Studio và MAR6 Pictures hợp tác sản xuất chính, với sự tham gia diễn xuất của các diễn viên như Quyền Linh, Nguyễn Thúc Thùy Tiên, Hồng Đào, Hồng Vân, Khương Lê, Lê Lộc và Mai Bảo Vinh.
Chốt đơn! là bộ phim điện ảnh Việt Nam đầu tiên khai thác đề tài bán hàng livestream, đồng thời cũng là tác phẩm đầu tiên trong điện ảnh Việt Nam áp dụng kết hợp công nghệ deepfake và trí tuệ nhân tạo.

## Nội dung
Chốt đơn! theo chân ông An, một tài xế xe ôm công nghệ bất ngờ vướng vào hành trình tìm kiếm cha mẹ cho một đứa trẻ bị bỏ rơi. Trong lần ông đi xin việc trong một công ty, ông gặp được Hoàng Linh, một người nổi tiếng trong lĩnh vực livestream, đồng thời cũng là CEO của công ty. Dù vậy, cô đang phải gánh chịu áp lực từ công việc và gia đình. Sự đồng cảm nảy sinh giữa hai con người ở những hoàn cảnh khác biệt đã giúp họ tìm thấy động lực mới, cùng nhau vượt qua khó khăn và hướng tới những phiên livestream chất lượng.

## Diễn viên
- Nguyễn Thúc Thùy Tiên trong vai Hoàng Linh[a]
- Quyền Linh trong vai An
- Hồng Đào trong vai bà Bình
- Hồng Vân trong vai bà Trang
- Khương Lê trong vai Minh
- Lê Lộc trong vai Phước
- Mai Bảo Vinh trong vai Lâm
- Đỗ Nhật Hà trong vai Gia Kỳ

## Phát hành

### Quảng bá
Vào ngày 5 tháng 10 năm 2024, đạo diễn Namcito và Bảo Nhân đã bất ngờ công bố một dự án phim điện ảnh mới mang tên là Chốt đơn!, áp phích đầu tiên của phim được thiết kế dưới dạng một màn hình livestream trên nền tảng TikTok, kèm theo các phần quà và phiếu quà tặng  dành cho người xem. Vào ngày 26 tháng 12 cùng năm, đơn vị sản xuất Galaxy Studio đã chính thức công bố áp phích teaser và đoạn giới thiệu đầu tiên của bộ phim. Cả hai đều hé lộ dàn diễn viên sẽ tham gia, trong đó xác nhận Nguyễn Thúc Thùy Tiên là nhân vật trung tâm; riêng đoạn giới thiệu cho thấy nội dung xoay quanh nhân vật Hoàng Linh (Thùy Tiên đóng). Đến ngày 4 tháng 8 năm 2025, đơn vị sản xuất tiếp tục công bố áp phích chính thức của phim. Cuối cùng, đoạn giới thiệu chính thức của phim đã được công bố vào ngày 6 tháng 8 cùng năm.

### Công chiếu
Chốt đơn! ban đầu được xác nhận sẽ phát hành vào ngày 7 tháng 3 năm 2025. Tuy nhiên, gần thời điểm ra mắt, đơn vị sản xuất thông báo dời lịch công chiếu sang ngày 20 tháng 6 năm 2025 với lý do là phim vẫn đang trong khâu hậu kỳ. Vào giữa tháng 3, Nguyễn Thúc Thùy Tiên bất ngờ vướng vào bê bối liên quan đến việc sản xuất hàng giả, cụ thể là thực phẩm kẹo rau củ Kera. Vụ việc đã dẫn đến làn sóng tẩy chay diện rộng, ảnh hưởng nghiêm trọng đến hình ảnh của bộ phim. Vào ngày 19 tháng 5, các trang thông tin về bộ phim trên hệ thống website của nhiều cụm rạp chiếu phim đã đồng loạt bị gỡ bỏ, ngoài ra, trang fanpage chính thức trên Facebook cũng bị chuyển sang trạng thái ẩn. Những động thái này đã khẳng định về việc lịch phát hành của bộ phim đã bị hoãn vô thời hạn.
Sau gần 3 tháng hoãn chiếu, vào ngày 29 tháng 7, đơn vị phát hành chính thức thông báo về việc Chốt đơn! sẽ trở lại vào ngày 8 tháng 8. Ngoài ra, phim cũng được công bố về việc sẽ có suất chiếu đặc biệt từ 18 giờ ngày 7 tháng 8 với nhãn T16 (phim dành cho người trên 16 tuổi).

## Đón nhận

### Doanh thu
Vào tối ngày 7 tháng 8 năm 2025, bộ phim chính thức khởi chiếu các suất chiếu đặc biệt, với tổng doanh thu khi đó là hơn 500 triệu đồng, sau đó, phim chính thức ra mắt trên toàn quốc vào ngày hôm sau. Tuy nhiên, tính đến khoảng chiều ngày hôm sau, doanh thu của phim chỉ đạt gần 800 triệu đồng, thấp hơn nhiều so với phim Việt cùng thời điểm là Mang mẹ đi bỏ. Theo thống kê của Box Office Vietnam khi đó, phim chỉ bán được hơn 3.000 vé trên tổng số khoảng 1.200 suất chiếu, thu về gần 300 triệu đồng, tức mỗi suất chiếu chỉ có khoảng 3 vé được bán ra. Cuối cùng, tổng doanh thu mà phim đạt được trong cả hai ngày khởi chiếu là 1.2 tỷ.

### Đánh giá chuyên môn
Theo Đài Tiếng nói Nhân dân Thành phố Hồ Chí Minh, Chốt đơn! gây chú ý với việc sử dụng công nghệ trí tuệ nhân tạo, tuy nhiên phần hình ảnh vẫn bị đánh giá là thiếu tự nhiên ở một số cảnh. Kịch bản bị cho là phi lý, thiếu chiều sâu và triển khai rời rạc, ngoài ra, hình ảnh và âm nhạc cũng được nhận xét là nhạt nhòa, không tạo được dấu ấn rõ nét. Diễn xuất của Hồng Đào và Quyền Linh được xem là điểm sáng duy nhất trong tổng thể tác phẩm. Về phía nhà báo Thuận Minh của Tri thức, anh chấm cho Chốt đơn! ở mức 5.5/10, đồng thời nhận xét về việc ê-kíp đã nỗ lực trong việc “cứu” dự án, tuy nhiên, anh cho rằng tác phẩm vẫn chưa đạt được sự đồng đều về chất lượng. Tuy phim có sự góp mặt của các diễn viên kỳ cựu như Quyền Linh và Hồng Đào, phim vẫn bị đánh giá là thiếu mạch lạc về kịch bản và cảm xúc.
Nhà phê bình Lucas Luân Nguyễn lại nhận xét rằng ban đầu anh hơi lo ngại về việc nhân vật nữ chính sử dụng công nghệ AI sẽ gây mất tập trung, tuy nhiên anh đã nhanh chóng thích nghi sau khoảng 10 phút theo dõi. Anh đánh giá cao phần lồng tiếng của Huỳnh Bảo Ngọc, cho rằng đây là yếu tố quan trọng giúp nhân vật trở nên tự nhiên, có chiều sâu và không bị cảm giác giả tạo. Anh cho rằng nhân vật Hoàng Linh là kết quả của nỗ lực lớn từ ê-kíp nhằm tái hiện một hình ảnh và giọng nói mới khi cả hai yếu tố gốc không còn, và việc sử dụng AI trong trường hợp này cũng được anh cho là đáng trân trọng vì giúp bộ phim được tiếp tục hành trình ra rạp, song cũng nhấn mạnh rằng công nghệ này không nên bị lạm dụng trong điện ảnh.

## Liên quan

### Ảnh hưởng từ bê bối pháp lý của diễn viên
Vào tháng 5 năm 2025, Nguyễn Thúc Thùy Tiên, người đảm nhận vai Hoàng Linh, nữ chính của bộ phim – bất ngờ vướng vào một vụ bê bối pháp lý liên quan đến cáo buộc sản xuất và quảng cáo hàng giả. Sự việc nhanh chóng trở thành tâm điểm tranh cãi trên mạng xã hội và truyền thông trong nước, kéo theo nhiều hệ lụy về mặt hình ảnh đối với các dự án cô tham gia, trong đó có bộ phim. Trước áp lực dư luận, đơn vị sản xuất Galaxy Studio và hai đạo diễn Bảo Nhân và Namcito buộc phải hoãn lịch phát hành phim vô thời hạn.
Trong bối cảnh đó, để đảm bảo dự án không bị huỷ bỏ hoàn toàn, ê-kíp sản xuất đã đưa ra quyết định sử dụng công nghệ trí tuệ nhân tạo và deepfake nhằm thay thế toàn bộ phần thể hiện của Thùy Tiên trong phim. Theo thông tin được công bố tại buổi ra mắt chính thức ngày 4 tháng 8 năm 2025, nhân vật Hoàng Linh trên màn ảnh đã được tái dựng hoàn toàn bằng kỹ thuật AI, bao gồm gương mặt, vóc dáng và biểu cảm. Giọng thoại gốc cũng bị loại bỏ, thay bằng phần lồng tiếng mới do diễn viên Huỳnh Bảo Ngọc thể hiện. Quá trình thay thế đã được thực hiện trong thời gian hơn 200 ngày bởi một nhóm kỹ thuật nội bộ.
Tuy nhiên, quyết định nói trên đã làm dấy lên nhiều tranh cãi trong dư luận. Một số luật sư và chuyên gia truyền thông cảnh báo rằng, dù có xử lý kỹ thuật, việc sử dụng phần thể hiện ban đầu của diễn viên mà không có sự đồng thuận rõ ràng vẫn có thể gây tranh cãi về mặt đạo đức và pháp lý. Ngay sau đó, cũng trong buổi ra mắt, theo đại diện pháp lý của đoàn phim, toàn bộ quy trình xử lý hình ảnh và âm thanh đã tuân thủ các quy định của Bộ luật Dân sự và Luật Điện ảnh, đồng thời được tiến hành dựa trên các điều khoản đã ký kết trong hợp đồng với nghệ sĩ. Đại diện này cũng khẳng định rằng hình ảnh nhân vật sau khi xử lý không còn mang đặc điểm nhận diện cụ thể của Thùy Tiên, nhằm tránh vi phạm quyền nhân thân. Ngoài ra, việc nhà sản xuất không thông báo công khai từ sớm về việc thay thế diễn viên, mà chỉ xác nhận ngay trước thời điểm công chiếu, cũng bị nhiều khán giả cho là thiếu minh bạch. Một bộ phận người xem cho rằng việc không đề cập rõ yếu tố AI trong các chiến dịch quảng bá có thể gây hiểu lầm và ảnh hưởng đến quyết định ra rạp của công chúng.
Đây cũng được xem là trường hợp đầu tiên được ghi nhận trong lịch sử điện ảnh Việt Nam khi một nhân vật chính được tái tạo hoàn toàn bằng công nghệ trí tuệ nhân tạo thay cho phần thể hiện của diễn viên thật.